# Квасниковка
Квасниковка — село в Энгельсском районе Саратовской области России. Входит в состав городского поселения город Энгельс.

## География
Село расположено в западной части района, на берегу Волги, на расстоянии 15 км от районного центра и 5 км от узловой железнодорожной станции Анисовка Приволжской железной дороги.

## История
Село основано в середине XVIII века.
В 1901 году была освящена первая деревянная Михаило-Архангельская церковь. После пожара в начале XX века в церковно-приходской школе при церкви, в новом месте был возведён храм из камня. В 1935 году храм был разрушен.
В 1939—1941 годах село являлось центром Терновского кантона АССР немцев Поволжья.
В 1941—1952 годах — центр Терновского района Саратовской области.
В 1943 году в Квасниковке открылась средняя школа. В 1952—1953 годах в селе были открыты амбулатория и библиотека, в 1961 году — детский сад.
До 2013 года входило в состав Приволжского муниципального образования.

## Население
| 1859 | 1889 | 1897 | 1926 |
| ---- | ---- | ---- | ---- |
| 1702 | 2789 | 2798 | 3708 |

| 1939 | 2002  | 2010  |
| ---- | ----- | ----- |
| 4082 | ↘2266 | ↗2283 |

## Инфраструктура
В селе имеется дом культуры, больница. В окрестностях села — дачные участки.

## Фотогалерея

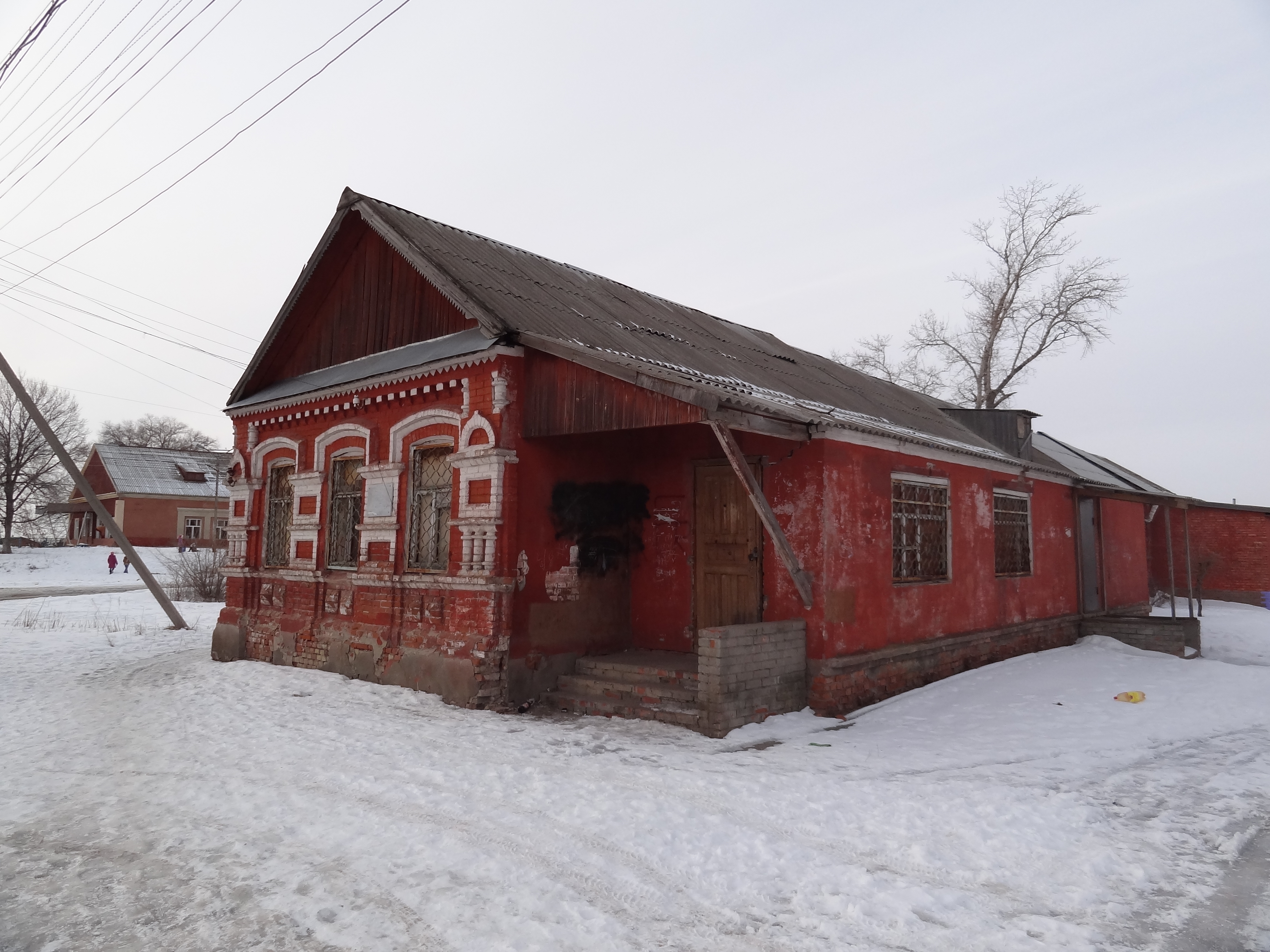
Ветеринарная лечебница
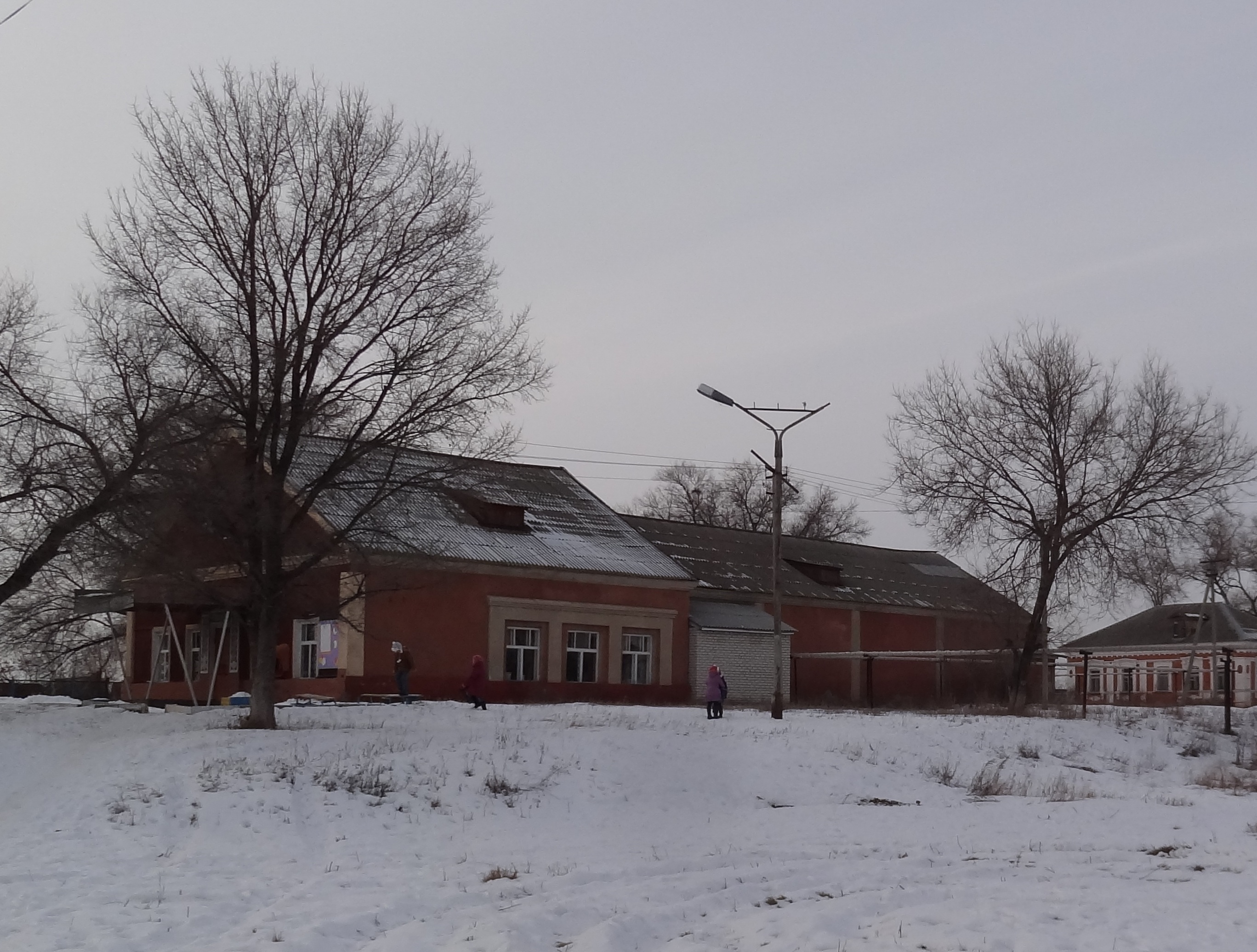
Дом культуры
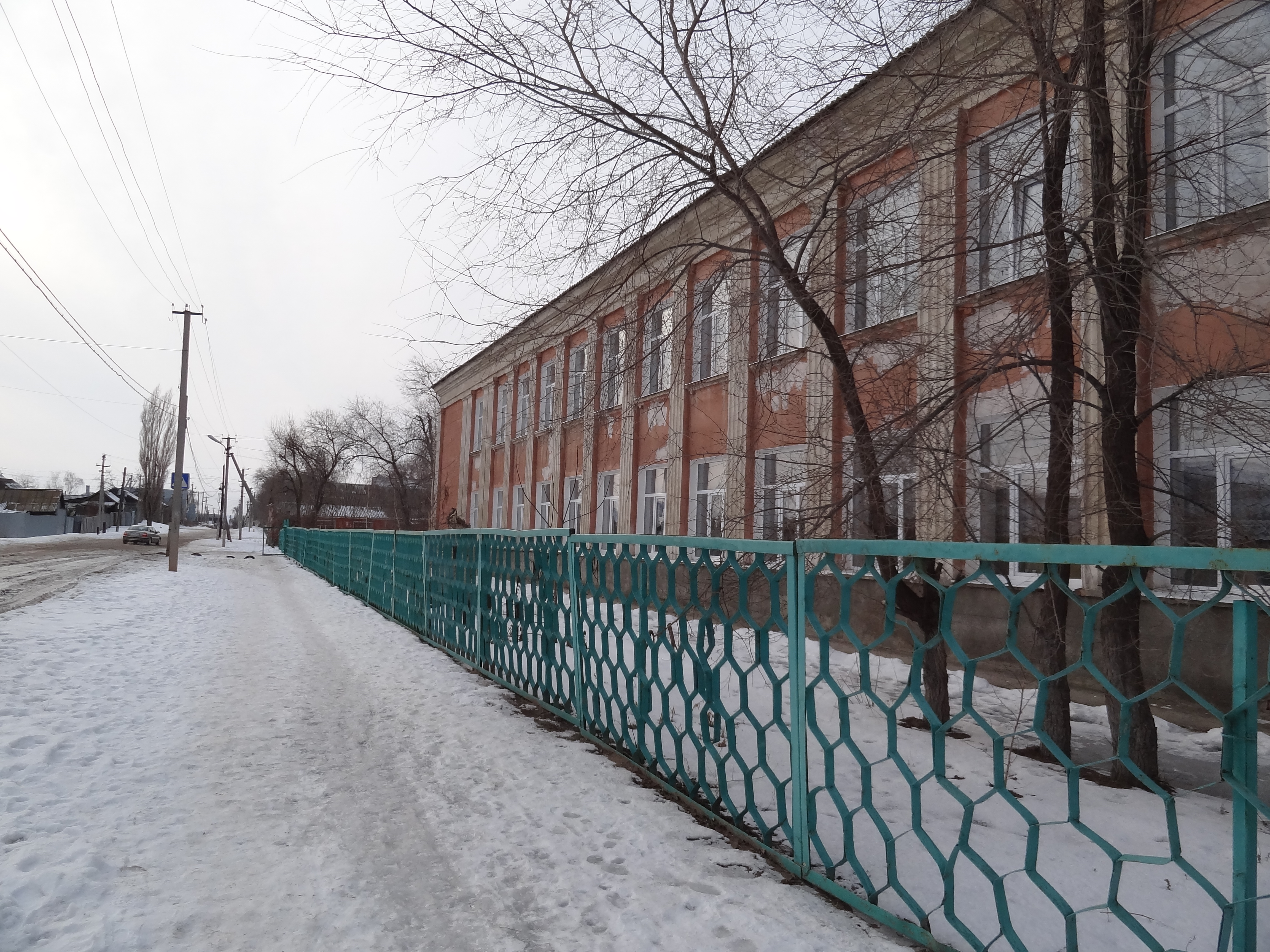
Средняя школа с. Квасниковка